# Villino Vitale

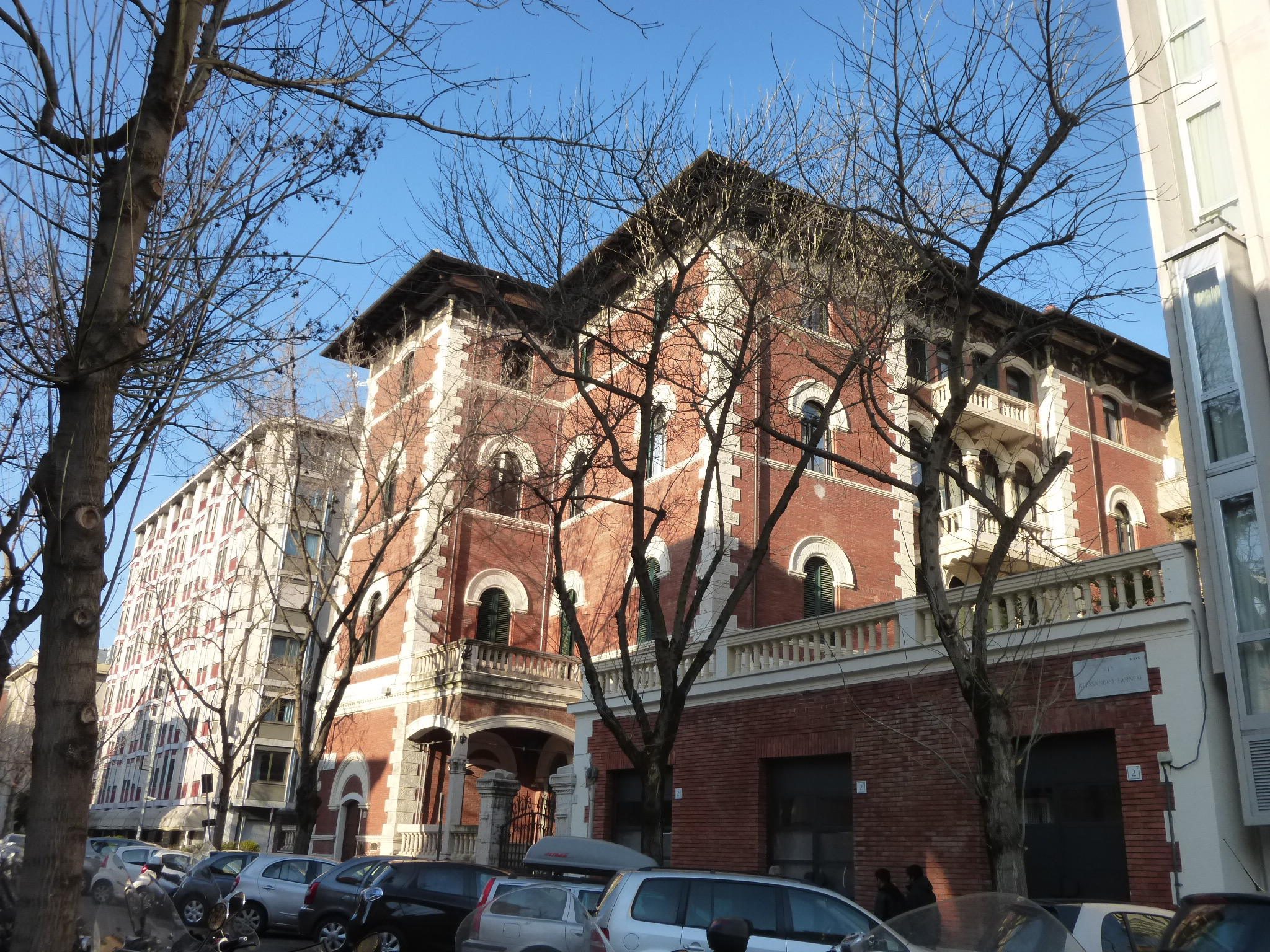
Vista do palacete a partir da Via dei Gracchi.

Villino Vitale é um palacete neorrenascentista localizado na esquina da Via dei Gracchi (nº 291) com a Via Alessandro Farnese, no rione Prati de Roma.

## História

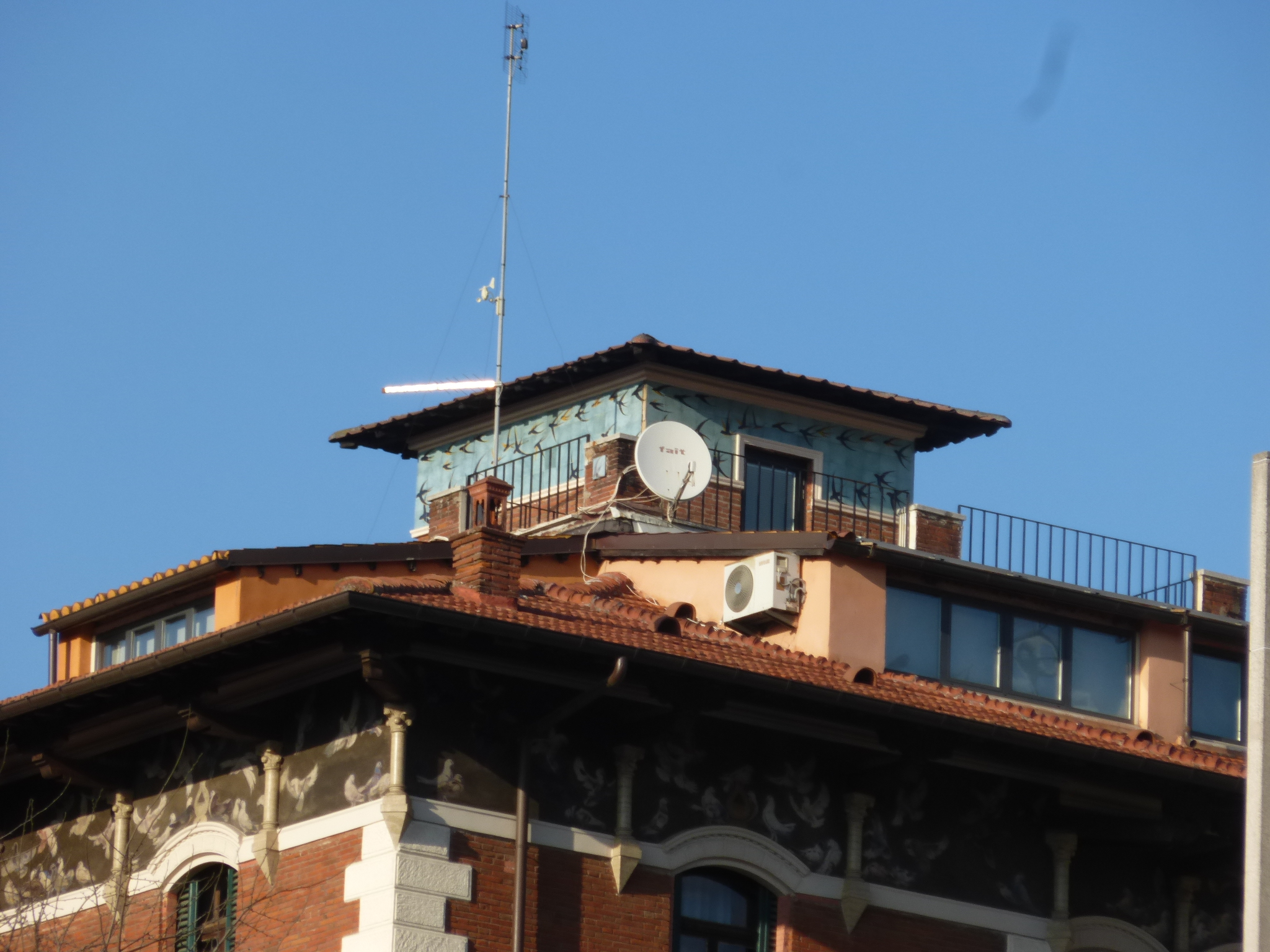
Detalhe destacando tanto o friso no edifício quanto a decoração em majólica na torreta de Duilio Camballotti.

Este villino foi construído em 1900 pelo arquiteto Arturo Pazzi por ordem de Giacomo Vitale. O interesse pelo período medieval evidente no repertório figurativo utilizado e também na escolha dos materiais — tijolos de Arezzo e silhares em travertino romano — se traduzem num desenho equilibrado e harmônico. O villino se apresenta como um bloco quadrangular compacto com um teto que se projeta para além das fachadas, com uma torre de observação colocada bem na esquina das vias de acesso que ajuda a aumentar a imponência da estrutura. Em 1909 foi apresentado um projeto de reformas que levou à ampliação da estrutura principal, à demolição da torre, substituída por uma torreta posicionada acima do corpo principal, e à construção de mais dois pisos encimados por um telhado inclinado, culminando numa decoração em ferro forjado. Entre 1910 e 1912, Duilio Cambellotti, decorou o edifício com mais elementos medievalizantes: um friso decorado com pombas voando à toda volta do beiral abaixo do telhado e majólicas decoradas com voos de andorinhas na torreta.